# Томсъново разсейване
Томсъновото разсейване или разсейване на Томсън е еластичното разсейване на електромагнитно излъчване от свободна заредена частица. Това е точно нискоенергийната граница на Комптъновото разсейване: кинетичната енергия на частицата и честотата на фотона не се променят в резултат на разсейването. Тази граница е валидна докато енергията на фотона е много по-малка от енергията на частицата: {\displaystyle \nu \ll mc^{2}/h} или еквивалентно, ако дължината на вълната на светлината е много по-голяма от Комптъновата дължина на вълната на частицата.

## Описание на явлението
В нискоенергийната граница, електричното поле на попадащата вълна (фотона) се ускорява заредената частица, карайки я да излъчи радиация със същата честота като попадаща вълна, като така вълната се разсейва. Томсъновото разсейване е важно явление във физиката на плазмата и за пръв път е обяснено от физика Джоузеф Джон Томсън. Докато движението на частицата е нерелативистко (т.е. скоростта ѝ е много по-малка от тази на светлината), основната причина за ускорение на частицата ще е поради електричното поле на попадащата вълна. Частицата би се движила по посока на трептящото електрично поле, което води до електромагнитно диполно излъчване. Движещата се частица излъчва най-силно по посока, перпендикулярна на ускорението си, като това лъчение би било поляризирано по посока на движението си. Следователно, в зависимост от местоположението на наблюдателя, разсеяната светлина от елемент с малък обем може да изглежда малко или много поляризирана.
Електричните полета на попадащата и наблюдаваната вълни могат да бъдат разделени на съставящи, лежащи в равнината на наблюдение (образувана от попадащата и наблюдаваната вълни), и такива, перпендикулярни на тази равнина. Съставящите, лежащи в тази равнина се наричат „радиални“, а тези в перпендикулярната равнина – „тангенциални“.
Диаграмата вдясно илюстрира равнината на наблюдение. Показана е радиалната съставяща на попадащото електрично поле, което кара заредените частици в точката на разсейване да проявят радиална съставяща на ускорение (т.е. съставяща, която е допирателна на равнината на наблюдение). Доказуемо е, че амплитудата на наблюдавана вълна би била пропорционална на косинус от χ, ъгъла между попадащата и наблюдаваната вълни. Интензитетът, който е амплитудата на квадрат, тогава би бил намален с коефициент cos2(χ). Може да се види, че тангенциалните съставящи (перпендикулярни на равнината на диаграмата) не биха били засегнати по този начин.
Разсейването най-добре се описва от емисионен коефициент, който се дефинира като ε, където ε dt dV dΩ dλ е енергията, разсеяна от обемния елемент {\displaystyle dV} през време dt под ъгъл dΩ между дължините на вълната λ и λ+dλ. От гледна точка на наблюдателя, има два емисионни коефициента, εr, съответстващ на радиално поляризираната светлина, и εt, съответстващ на тангенциално поляризираната светлина. За неполяризираната попадаща светлина, коефициентите са:
{\displaystyle \varepsilon _{t}={\frac {\pi \sigma _{t}}{2}}In}
{\displaystyle \varepsilon _{r}={\frac {\pi \sigma _{t}}{2}}In\cos ^{2}\chi }
където {\displaystyle n} е плътността на заредените частици в точката на разсейване, {\displaystyle I} е попадащият поток (т.е. енергия/време/площ/дължина на вълната), а {\displaystyle \sigma _{t}} е Томсъновото напречно сечение за заредената частица, дефинирана по-долу. Общата излъчена енергия от обемен елемент {\displaystyle dV} по време dt между дължините на вълната λ и λ+dλ се намира чрез интегриране на сбора на емисионните коефициенти върху всички посоки:
{\displaystyle \int \varepsilon \,d\Omega =\int _{0}^{2\pi }d\varphi \int _{0}^{\pi }d\chi (\varepsilon _{t}+\varepsilon _{r})\sin \chi =I\sigma _{t}n(2+2/3)\pi ^{2}=I\sigma _{t}n{\frac {8}{3}}\pi ^{2}.}
Томсъновото диференциално напречно сечение, свързано със сбора на емисионните коефициенти, се получава от
{\displaystyle {\frac {d\sigma _{t}}{d\Omega }}=\left({\frac {q^{2}}{4\pi \varepsilon _{0}mc^{2}}}\right)^{2}{\frac {1+\cos ^{2}\chi }{2}}}
изразено в SI единици. q е зарядът на частица, m е масата на частица, а {\displaystyle \varepsilon _{0}} е константа, диелектричната проницаемост на свободното пространство. Интегрирайки по триизмерния ъгъл, получаваме Томсъновото напречно сечение
{\displaystyle \sigma _{t}={\frac {8\pi }{3}}\left({\frac {q^{2}}{4\pi \varepsilon _{0}mc^{2}}}\right)^{2}}
в SI единици.
Важна черта е, че напречното сечение е независимо от честотата на фотона. Напречното сечение е пропорционално с малък коефициент на квадрата на класическия радиус на материалната точка с маса m и заряд q, а именно
{\displaystyle \sigma _{t}={\frac {8\pi }{3}}r_{e}^{2}}
Това може да бъде изразено и по отношение на {\displaystyle \lambda _{c}}, Комптъновата дължина на вълната, и константата на взаимодействие:
{\displaystyle \sigma _{t}={\frac {8\pi }{3}}\left({\frac {\alpha \lambda _{c}}{2\pi }}\right)^{2}}
За електрон, Томсъновото напречно сечение се изразява числено чрез:
{\displaystyle \sigma _{t}={\frac {8\pi }{3}}\left({\frac {\alpha \hbar c}{mc^{2}}}\right)^{2}=6.6524587158\ldots \times 10^{-29}{\text{ m}}^{2}=66.524587158\ldots {\text{ (fm)}}^{2}}

## Примери за Томсъновото разсейване
Реликтовото излъчване е линейно поляризирано в резултат на Томсъново разсейване.
Слънчевата К-корона е резултатът от Томсъново разсейване на слънчева радиация от слънчеви коронни електрони. Мисията на НАСА STEREO генерира триизмерни изображения на плътността на електроните около Слънцето чрез измерване на К-кораната о два различни сателита.
Обратният ефект на Комптън може да бъде разглеждам като Томсъново разсейване в неподвижната система на релативистичната частица.
Рентгеновата кристалография се базира на Томсъново разсейване.